# Руска синя котка
Руската синя котка е късокосместа порода домашна котка, произхождаща от Русия, близо до град Архангелск.
В Англия, където е призната, е донесена около 1860 г. от архангелски моряци. Тогава най-често се е използвало името чужда синя котка или руски шартрьо, като името „руска синя котка“ е измислено по-късно.
В миналото руските сини са били тромави и дебели. Едва след Втората световна война английски и скандинавски селекционери с помощта на синята сиамка са засилили у тази порода по-стройната фигура.

## Външен вид
Руската синя котка е много елегантно животно със синя козина. Окраската е равномерна, няма рисунка или приглушеност на нюанса, ясно се вижда блестящият сребрист оттенък, който се дължи на по-светлите краища на космите. Козината е плюшена и гъста както при британската синя котка.
Тялото на руската синя е изтеглено на дължина и мускулесто. Тя има грациозна фигура с дълги крака и тесни овални лапи. Главата е къса, плоска и клиновидна, с равно или леко изпъкнало чело. В сравнение със сиамките, носът е по-къс с едва забележима чупка в основата. Очите са с формата на бадем, широко разположени, с наситен зелен цвят. Ушите са големи и заострени, широки в основата, широко разположени и вертикални. Кожата на ушите е тънка и прозрачна. От вътрешната страна ушите са съвсем леко окосмени. Вратът е доста дълъг. Опашката също е дълга и в края се стеснява.

## Характер
Интелигентна, игрива, съобразителна, с мелодично, ненатрапчиво мяукане. Поначало много резервирана и тиха, тя е недоверчива към непознати, но е много мила и нежна със стопаните си. Не обича шума, предпочита спокойния живот.
Руската синя котка е спокойно животно. Те са известни със своята дружелюбност и интелигентност. Известно е, че играят на подаване и отварят врати, чувствителни са към човешките емоции. Те обичат да играят с различни играчки и развиват лоялни връзки с любимите си хора и други семейни домашни любимци. Обикновено се считат за тиха порода, но винаги има изключения. Обикновено са резервирани около непознати, освен ако не са отгледани в активно домакинство. Много котки от породата са обучени да правят трикове. Те също могат да бъдат свирепи ловци, често улавяйки гризачи, птици, зайци, дребни бозайници или влечуги.

## Растеж и зрялост
Продължителността на живота на руските сини котки е около 10 - 20 г., но някои са доживели и до 25 години. Те обикновено имат малко здравословни проблеми, тъй като са склонни да са или с много малко, или с никакви генетични проблеми и не са предразположени към заболяване. Те са малки до средни котки със средно тегло от 3,6 до 6,8 кг (8 до 15 lb), когато са напълно пораснали. Мъжките обикновено са по-големи от женските. Бременността им е 60 - 70 дни.

## Алергии
Анекдотични доказателства сочат, че руските сини може да се понасят по-добре от хора с леки до умерени алергии. Има спекулации, че руската синя произвежда по-малко гликопротеин Fel d 1, един от източниците на котешка алергия. По-дебелата козина може също да улови повече от алергените по-близо до кожата на котката. Гликопротеинът е един източник на алергии при котки, но това не означава, че всички алергии ще бъдат спрени. Все още можете да получите алергии, просто не толкова екстремни, и за много по-малко време от другите породи котки. Поради това руските сини са много популярни сред хората с алергии по целия свят.